# Igreja de São João Batista (Alcochete)

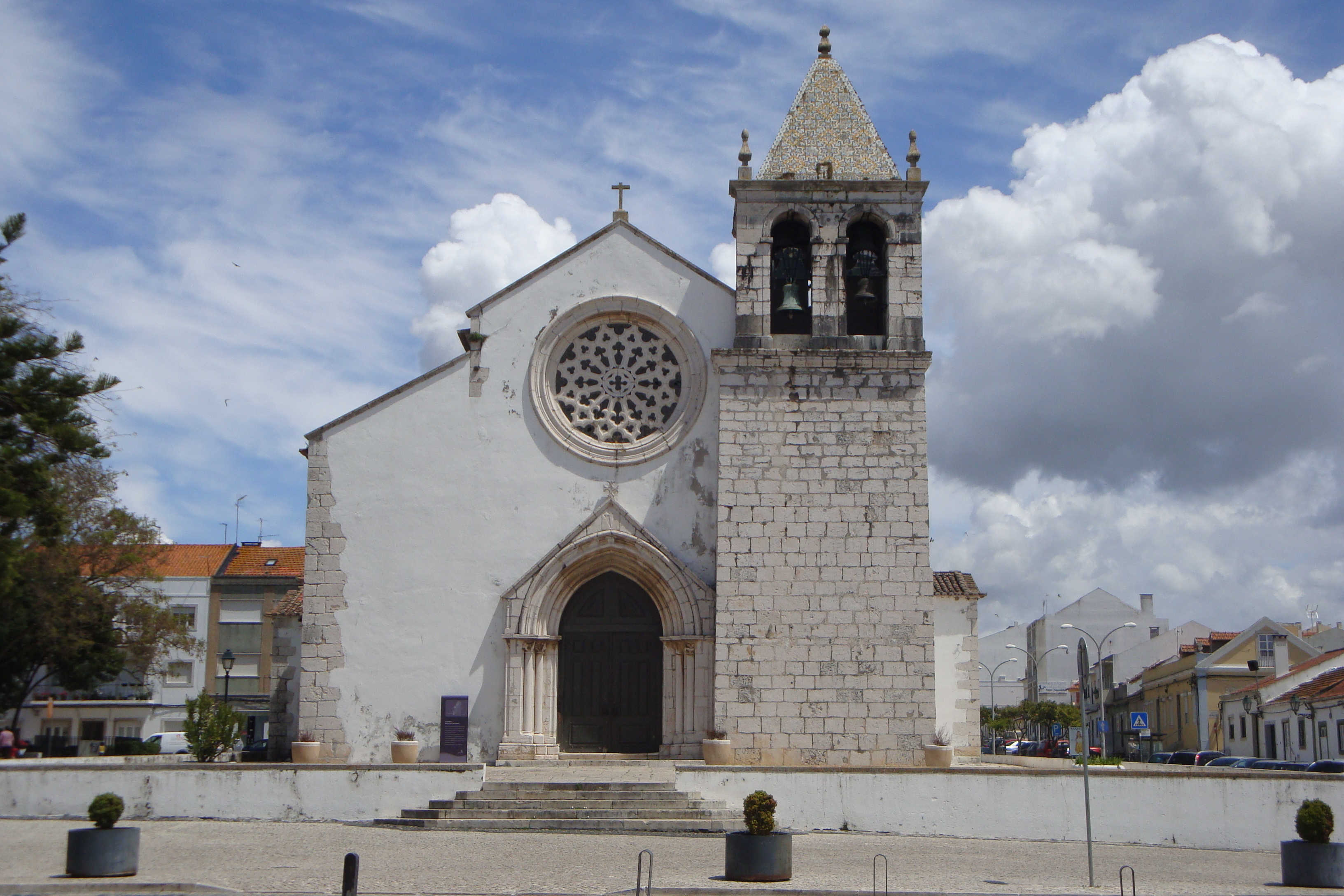

A Igreja Matriz de Alcochete ou Igreja de São João Batista é um templo cristão, localizado na freguesia e município de Alcochete, em Portugal.
A sua construção data do século XV, quando a vila de Alcochete era um dos mais importantes centros da Ordem de Santiago.
A Igreja de São João Baptista, Matriz de Alcochete foi declarada Monumento Nacional por decreto de 16 de junho de 1910.
O Monumento mais importante do Concelho está situada no Largo de São João em pleno centro da vila de Alcochete.
A fachada principal de empena triangular é marcada pelo volume prismático da torre sineira e pelo portal, com três arquivoltas, inserido num gablete e encimado por uma enorme rosácea.
Uma construção quatrocentista, claramente associada ao Infante D. Fernando (1433-70), pai de D. Manuel I e Mestre das ordens de Santiago, Avis e Cristo, como se pode comprovar pela presença das cruzes das ordens de Santiago e Cristo inserida e a rematar o gablete do portal principal, respetivamente.
Contudo o imóvel sofreu algumas alterações ao longo do tempo. A construção das antigas capelas de Pêro Lourenço e de Maria Lopes, dos Mascarenhas são exemplo disso e em que já foi adotado o estilo manuelino. O altar-mor sofreu obras de fundo em 1678. As intervenções de conservação e restauro efetuadas pela Direção Geral dos Edifícios e Monumentos Nacionais, na década de 40 do séc. XX, provocaram alterações significativas no monumento.
Está classificado como Monumento Nacional desde 1910, pelo Decreto de 16-06-1910, DG n.º 136, de 23-06-1910.